# Vršovka
Vršovka (en allemand : Werschow) est une commune du district de Náchod, dans la région de Hradec Králové, en République tchèque. Sa population s'élevait à 145 habitants en 2022.

## Géographie
Vršovka se trouve à 4 km au sud-ouest du centre de Nové Město nad Metují, à 5 km au nord-ouest de Dobruška, à 11 km au sud-sud-ouest de Náchod, à 25 km au nord-est de Hradec Králové et à 124 km à l’est-nord-est de Prague.
La commune est limitée par Černčice au nord-ouest, par Nové Město nad Metují au nord-est, par Dobruška au sud-est et par Bohuslavice au sud-ouest.

## Histoire
La première mention écrite de la localité date de 1527.

## Transports
Par la route, Vršovka se trouve à 14 km de Náchod, à 29 km de Hradec Králové et à 147 km de Prague. 